# Vale de Milhaços
Vale de Milhaços é uma localidade da freguesia de Corroios, Município do Seixal. É sobretudo um local residencial, com muitas vivendas e alguns prédios, sobretudo como primeira habitação. Fica situada entre a Charneca da Caparica, Pinhal Vidal, Pinheirinho, Sta Marta do Pinhal e pela Sobreda.
As principais actividades económicas são o comércio, serviços e ainda algumas indústrias alimentares, especialmente no ramo da pastelaria.
Possui duas Escolas Básicas com 1º ciclo do ensino básico e 1 escola de 2º e 3º ciclos, a igreja de São João Baptista e um campo de voleibol que pertence a Centro de Convívio e Desportivo de Vale de Milhaços.
Foi nesta localidade que funciounou durante anos uma fábrica de explosivos, conhecida por "Fabrica da Pólvora".
É também famosa a história de um tesouro deixado pelos Muçulmanos aquando das invasões. A existência deste tesouro foi repetidamente negada ao longo dos séculos, pela Igreja Católica. 
No entanto, no ano 711, as tropas islâmicas oriundas do Norte de África, sob o comando do general berbere Tárique, cruzaram o estreito de Gibraltar, penetraram na península Ibérica, e venceram Rodrigo, o último rei dos Visigodos da Hispânia, na batalha de Guadalete.
Uma parte das tropas escolheu a zona onde actualmente se situa Vale de Milhaços, para se estabelecer e aí criar um ponto estratégico nas trocas comerciais com os povoados que igualmente se estabeleciam em redor.
Fazia parte desse primeiro califado, Abu Ali-Sabry el Tahar, um príncipe em ascensão, a quem tinha sido delegada a difícil tarefa de conquistar a zona e cair nas boas graças do governador regional.
O príncipe fazia acompanhar-se regularmente de vários tipos de jóias, entre elas pedras preciosas (rubis, safiras, esmeraldas, mdma, etc), assim como ouro, prata e outros metais nobres.
Assim que a vitória foi confirmada, o príncipe ordenou que toda a sua riqueza fosse importada para Al-Valmahacos (assim era chamada na época), de forma a ostentar todo o seu poderio e afastar quaisquer dúvidas sobre a sua soberania.
Esta atitude não caiu bem junto dos restantes orgãos que compunham a sua corte. Um dos mais importantes, Ali-bin Taarabt, expressou a sua preocupação junto do governador, Mohammed Sul-Tarik Sektioui, que de imediato chamou o príncipe para esclarecimentos acerca dos relatos que lhe chegavam.
Descontente com a humilhação pública de que estava a ser alvo, o príncipe decidiu ignorar as ordens e escondeu o tesouro onde se crê que fica hoje a Escola Básica de Vale de Milhaços.

## Poluição
Em 2009 a Quercus alertou para a descarga ao longo de vários anos de milhares de toneladas de resíduos perigosos que foi realizada para os antigos areeiros de J. Caetano e Fernando Branco.
Os resíduos, originários do despejo ilegal por parte das empresas de construção naval de resíduos industriais perigosos, são descritos como "contaminantes cancerígenos, altamente tóxicos".